# Доній Липоваць (Нова Капела)
Доній Липоваць (хорв. Donji Lipovac) — населений пункт у Хорватії, у Бродсько-Посавській жупанії у складі громади Нова Капела.

## Населення
Населення за даними перепису 2011 року становило 248 осіб.
Динаміка чисельності населення поселення:

## Клімат
Середня річна температура становить 11,09 °C, середня максимальна – 25,58 °C, а середня мінімальна – -5,75 °C. Середня річна кількість опадів – 846 мм.
| Клімат поселення                              | Клімат поселення | Клімат поселення | Клімат поселення | Клімат поселення | Клімат поселення | Клімат поселення | Клімат поселення | Клімат поселення | Клімат поселення | Клімат поселення | Клімат поселення | Клімат поселення | Клімат поселення |
| Показник                                      | Січ.             | Лют.             | Бер.             | Квіт.            | Трав.            | Черв.            | Лип.             | Серп.            | Вер.             | Жовт.            | Лист.            | Груд.            |                  |
| Середній максимум, °C                         | 6,63             | 8,38             | 12,80            | 17,40            | 22,46            | 25,58            | 25,02            | 24,32            | 20,32            | 15,11            | 9,51             | 5,34             |                  |
| Середня температура, °C                       | 0,44             | 2,20             | 6,62             | 11,21            | 16,26            | 19,41            | 21,24            | 20,53            | 16,54            | 11,32            | 5,73             | 1,59             |                  |
| Середній мінімум, °C                          | −5,75            | −3,99            | 0,46             | 5,04             | 10,08            | 13,22            | 17,45            | 16,75            | 12,75            | 7,54             | 1,93             | −2,22            |                  |
| Норма опадів, мм                              | 53               | 51               | 55               | 67               | 77               | 101              | 77               | 75               | 64               | 75               | 83               | 68               |                  |
| Середньомісячна швидкість вітру, м/с          | 1.76             | 2.02             | 2.32             | 2.26             | 2.03             | 1.90             | 1.82             | 1.70             | 1.67             | 1.70             | 1.77             | 1.82             |                  |
| Середньомісячна сонячна радіація, кДж/м²·день | 4342             | 7110             | 10946            | 15328            | 19445            | 21434            | 22390            | 20265            | 14968            | 9294             | 4938             | 3618             |                  |
| --------------------------------------------- | ---------------- | ---------------- | ---------------- | ---------------- | ---------------- | ---------------- | ---------------- | ---------------- | ---------------- | ---------------- | ---------------- | ---------------- | ---------------- |
| Джерело:                                      |                  |                  |                  |                  |                  |                  |                  |                  |                  |                  |                  |                  |                  |